# Mick Hill
Michael Christopher Hill, detto Mick (22 ottobre 1964), è un ex giavellottista britannico.

## Palmarès

### Mondiali
- 1 medaglia:
  - 1 bronzo (Stoccarda 1993)

### Europei
- 1 medaglia:
  - 1 argento (Budapest 1998)

### Giochi del Commonwealth
- 4 medaglie:
  - 3 argenti (Edimburgo 1986; Auckland 1990; Victoria 1994)
  - 1 bronzo (Kuala Lumpur 1998)

### Grand Prix Final
- 1 medaglia:
  - 1 bronzo (Londra 1993)

## Altre competizioni internazionali
1998
- Coppa Europa di atletica leggera ( San Pietroburgo)

2000
- Coppa Europa di atletica leggera ( Gateshead)